# 中嶋富蔵
中嶋 豊蔵（なかじま とよぞう、1926年 - 1945年6月3日）は、大日本帝国陸軍軍人。1945年6月3日に第48振武隊隊員として、沖縄方面にて特攻戦死、享年19歳。

## 来歴
愛知県豊橋市の農家に生まれる。
家が貧しかったことから、15歳の時に両親の承諾を経て、陸軍少年飛行兵を受験し、これに合格。少年飛行兵第12期生として大刀洗飛行学校に入校。入校間の給与は、その殆どを故郷の両親に宛てて送金している。

昭和19年10月、内地から台湾に渡る途中、同僚で親友だった松本真太治（またじ）軍曹と共に、のちに陸軍最大の特攻隊出撃地となる知覧飛行場に立ち寄り、10日間そこに滞在している。この時、中嶋軍曹たちが食事をしていた所が富屋食堂で、そこの主人が鳥浜トメだった。

トメは性格が明るく、温厚な人で、兎に角、肝っ玉母さんそのものであった。

そういう人だったから、中嶋軍曹ら少年飛行兵出身者たちは皆、彼女に懐き、いつの間にかトメのことを「お母さん」と呼ぶようになっていた。

こうして豊蔵たちも、この10日間の間は毎日、富屋食堂で朝・昼・晩と食事をし、休息時間になると必ずこの食堂の二階の畳部屋でくつろぐのだった。当時はまだ、この二階の部屋には少年飛行兵出身者がいつも絶えることなくいた。

中嶋軍曹と松本軍曹が再び知覧を訪れることになったのは、昭和20年5月25日のことだった。

今度も飛行機で知覧入りし、丘の上にある知覧基地から軍用トラックで、麓の村の富屋食堂に行った。この時、知覧は既に特別攻撃作戦の最大基地と化しており、中嶋軍曹たちの最初で最後の出撃が特攻であった。

軍用トラックが富屋食堂に着くか否かの寸前に、懐かしい鳥浜トメの姿を見た中嶋軍曹は、走っているトラックの後ろから

飛び降りた。そして、利き腕の右腕を捻挫し、腫れ上がるほどの怪我をしてしまった。利き手は痛くて動かせなくなったが、

トメに再会できたことは嬉しかった。中嶋軍曹がまだ動いているトラックから飛び降りたのは、富屋食堂を素通りしようとしたからだった。しかし、これから出撃する者として、この怪我は最悪の事態を招いていた。

ただ、中嶋軍曹本人は、「これしきの怪我、出撃命令が出たら、どうしてでも行きますよ」と言うだけで、けろっとしていた。

処が、5月28日の出撃者には、松本軍曹の名しかなく、中嶋軍曹は外されていた。

出撃日、中嶋軍曹は入隊してから初めて親友の松本真太治と離れ離れになった。
松本軍曹を送った後、中嶋軍曹は富屋食堂で独り号泣した。

そんな時である、突然、富屋食堂の戸が開き、なんと死んだ筈の松本軍曹の姿がそこにあった。

松本機は途中で故障して引き返してきたのだ。

豊蔵と真太治は再び、次の出撃命令が出るまで三角兵舎と富屋食堂を一緒に行き来するようになった。

こうして、6月2日を迎えて、翌日の出撃命令を受ける。

この2日の日、「ずっと風呂に入ってない」と言う豊蔵の言葉を聴いて、トメは風呂を沸かし、背中を流してやった。

右腕は動かすとまだ痛むようだった。しかし、今度こそは絶対に何がなんでも真太治と一緒に出撃するときかない。

「中嶋さん、ちゃんと腕の養生をしてから行きやんせなぁ。そいじゃかとよか手柄は立てられもはんど...」

「お母さん、今はそんな悠長なことを言っている場合じゃないんだよ、僕らが早く行かないと日本は勝てないんだ」

こんなにも健康で、立派に育った子供たちが次から次へと出撃していく。トメは豊蔵の背中を擦りながら泣くのを堪えていた。

「お母さん、痛いよ」

「そうら、痛かんどが、やっぱい治ってから行かんな」

「違うよ、お母さんが、同じ所ばかり擦るから背中が痛いんだよ」

トメはもう涙を抑えることが出来なかった。

「お母さん、泣いているのか」

「いいや、ちっと腹が痛かもんごわんで」

「それはいけない。お母さんこそよく養生をしてくださいよ。明日は見送りに来なくてもいいですから」

この会話が、鳥浜トメが死ぬまで彼女の心の中で生き続けた中嶋豊蔵という一特攻隊員の想い出である。
昭和20年6月3日、中嶋と松本は愛機に乗った。豊蔵は利き腕を自転車のゴム・タイヤで操縦棹に括り付けての出撃だった。